# Greville Howard
Greville Reginald Charles Howard (7 settembre 1909 – 20 settembre 1987) è stato un nobile e politico britannico.

## Biografia
Era figlio di Henry Howard, XIX conte di Suffolk e di Margaret Leiter. Sua madre era sorella della viceregina d'India Mary Curzon e figlia dell'imprenditore americano Levi Leiter.
Suo fratello fu Charles Howard, divenuto conte alla morte di loro padre e famoso artificiere ed eroe durante la Seconda guerra mondiale.
Fu luogotenente comandante durante la guerra. Divenuto poi membro del Consiglio della Città di Westminster, ne fu sindaco tra il 1946 ed il 1947.
Fu membro del Parlamento per il collegio di St Ives dal 1950 fino al 1966.
Howard sposò Mary, figlia di William Smith Ridehalgh, nel 1945. Morì nel 1987 all'età di 78 anni.

## Ascendenza
|                                      |               |                                           | Genitori                                |  |  | Nonni |  |  | Bisnonni                              |  |  | Trisnonni                           |  |
|                                      |               |                                           |                                         |  |  |       |  |  | Charles Howard, XVII conte di Suffolk |  |  | Thomas Howard, XVI conte di Suffolk |  |
|                                      |               |                                           |                                         |  |  |       |  |  | Charles Howard, XVII conte di Suffolk |  |  | Thomas Howard, XVI conte di Suffolk |  |
|                                      |               | Elizabeth Jane Dutton                     |                                         |  |  |       |  |  | Charles Howard, XVII conte di Suffolk |  |  |                                     |  |
| Henry Howard, XVIII conte di Suffolk |               |                                           |                                         |  |  |       |  |  | Charles Howard, XVII conte di Suffolk |  |  |                                     |  |
|                                      |               | Isabella Catherine Howard-Molyneux-Howard | Henry Howard-Molyneux-Howard            |  |  |       |  |  |                                       |  |  |                                     |  |
|                                      |               | Isabella Catherine Howard-Molyneux-Howard | Henry Howard-Molyneux-Howard            |  |  |       |  |  |                                       |  |  |                                     |  |
|                                      |               | Isabella Catherine Howard-Molyneux-Howard | Elizabeth Long                          |  |  |       |  |  |                                       |  |  |                                     |  |
| Henry Howard, XIX conte di Suffolk   |               | Isabella Catherine Howard-Molyneux-Howard |                                         |  |  |       |  |  |                                       |  |  |                                     |  |
|                                      |               | Henry Amelius Coventry                    | George Coventry, VIII conte di Coventry |  |  |       |  |  |                                       |  |  |                                     |  |
|                                      |               | Henry Amelius Coventry                    | George Coventry, VIII conte di Coventry |  |  |       |  |  |                                       |  |  |                                     |  |
|                                      |               | Henry Amelius Coventry                    | Mary Beauclerk                          |  |  |       |  |  |                                       |  |  |                                     |  |
| Mary Coventry                        |               | Henry Amelius Coventry                    |                                         |  |  |       |  |  |                                       |  |  |                                     |  |
|                                      |               | Caroline Stirling Dundas                  | James Dundas                            |  |  |       |  |  |                                       |  |  |                                     |  |
|                                      |               | Caroline Stirling Dundas                  | James Dundas                            |  |  |       |  |  |                                       |  |  |                                     |  |
|                                      |               | Caroline Stirling Dundas                  | Mary Tufton Duncan                      |  |  |       |  |  |                                       |  |  |                                     |  |
| Greville Howard                      |               | Caroline Stirling Dundas                  |                                         |  |  |       |  |  |                                       |  |  |                                     |  |
|                                      | Joseph Leiter | Abraham Leiter                            |                                         |  |  |       |  |  |                                       |  |  |                                     |  |
|                                      | Joseph Leiter | Abraham Leiter                            |                                         |  |  |       |  |  |                                       |  |  |                                     |  |
|                                      | Joseph Leiter | Mary Elizabeth Houser                     |                                         |  |  |       |  |  |                                       |  |  |                                     |  |
| Levi Leiter                          | Joseph Leiter |                                           |                                         |  |  |       |  |  |                                       |  |  |                                     |  |
|                                      |               | Anna Ziegler                              | George Ziegler                          |  |  |       |  |  |                                       |  |  |                                     |  |
|                                      |               | Anna Ziegler                              | George Ziegler                          |  |  |       |  |  |                                       |  |  |                                     |  |
|                                      |               | Anna Ziegler                              | Barbara Beck                            |  |  |       |  |  |                                       |  |  |                                     |  |
| Margaret Leiter                      |               | Anna Ziegler                              |                                         |  |  |       |  |  |                                       |  |  |                                     |  |
|                                      |               | Benjamin Carver                           | Joseph Carver                           |  |  |       |  |  |                                       |  |  |                                     |  |
|                                      |               | Benjamin Carver                           | Joseph Carver                           |  |  |       |  |  |                                       |  |  |                                     |  |
|                                      |               | Benjamin Carver                           | Abigail Rounds                          |  |  |       |  |  |                                       |  |  |                                     |  |
| Mary Theresa Carver                  |               | Benjamin Carver                           |                                         |  |  |       |  |  |                                       |  |  |                                     |  |
|                                      |               | Nancy Lathrop Fish                        | Samuel Fish                             |  |  |       |  |  |                                       |  |  |                                     |  |
|                                      |               | Nancy Lathrop Fish                        | Samuel Fish                             |  |  |       |  |  |                                       |  |  |                                     |  |
|                                      |               | Nancy Lathrop Fish                        | Mary West                               |  |  |       |  |  |                                       |  |  |                                     |  |
|                                      |               | Nancy Lathrop Fish                        |                                         |  |  |       |  |  |                                       |  |  |                                     |  |